# Roman Bierła
Roman Bierła, född den 21 mars 1957 i Katowice, Polen, är en polsk brottare som tog OS-silver i tungviktsbrottning i den grekisk-romerska klassen 1980 i Moskva.